# Heinrich LXXIV. Reuß zu Köstritz
Prinz Heinrich LXXIV. Reuß zu Köstritz (* 1. November 1798 in Braunschweig; † 22. Februar 1886 in Jänkendorf) war ein deutscher Gutsbesitzer und Politiker.

## Leben
Als Sohn von Prinz Heinrich XLIV. Reuß zu Köstritz (1753–1832) geboren, studierte Prinz Heinrich LXXIV. Reuß zu Köstritz Rechtswissenschaften in Heidelberg und Berlin. Während seines Studiums wurde er 1818 Mitglied der Alten Heidelberger Burschenschaft, deren Sprecher er 1820 war.
Nach seinem Studium war er Gutsbesitzer der Güter Neuhoff, Jänkendorf, Kaana und Burkersdorf. 1850 war er Mitglied des Volkshauses des Erfurter Unionsparlaments. Er war lebenslängliches Mitglied des Preußischen Herrenhauses.

## Ehen und Nachkommen
Prinz Heinrich LXXIV. Reuß zu Köstritz war zweimal verheiratet:
1. mit Clementine Gräfin von Reichenbach-Goschütz (1805–1849); die Eheschließung erfolgte 1825 in Weißstein:
  1. Marie  (1826–1843)
  2. Heinrich IX. (1827–1898), seit 1852 verheiratet mit Anna von Zedlitz und Leipe (1829–1907), mit der er vier Söhne hatte
2. mit Eleonore zu Stolberg-Wernigerode (1835–1903); die Eheschließung erfolgte 1855 in Ilsenburg: 
  1. Heinrich XXV. (1856–1911), seit 1886 verheiratet mit Elisabeth zu Solms-Laubach (1862–1930), mit der er sechs Kinder hatte
  2. Klementine (1858–1929)
  3. Elisabeth (1860–1931), seit 1884 verheiratet mit Fürst Heinrich XXIV. Reuß zu Köstritz (1855–1910)
  4. Helene (1864–1876)
  5. Heinrich XXXI. (1868–1929)[1], 1912–1916 deutscher Gesandter im Iran, 1918–1929 in morganatischer Ehe verheiratet mit Ilse Marie Görges (1892–1938), Tochter von Theodor Görges und Ilse Kunheim sowie Witwe von Erich Dietsch. Seit 1918 nannte sich Heinrich XXXI. Prinz von Hohenleuben.